# Catedral metropolitana de Montevideo
La Catedral Basílica Metropolitana es el principal templo católico de Montevideo. Se encuentra en la Ciudad Vieja, frente a la Plaza Constitución o Plaza Matriz, llamada así precisamente porque la Catedral es la Iglesia Matriz.
Fue catalogado como Monumento Histórico Nacional, desde 1975.

## Historia
Sus orígenes se remontan a la época virreinal, cuando en 1740 se construyó una iglesia de ladrillos en el sitio que hoy ocupa la catedral. Posteriormente, en 1790, se colocó la piedra fundamental para empezar a construir el nuevo edificio que es de estilo neoclásico, con diseño de Tomás Toribio, si bien se discute la autoría (otros posibles autores son José del Pozo y Marquy o José Custodio de Sáa y Faría). Más adelante, Bernardo Poncini le daría su fisonomía actual. Finalmente el templo fue consagrado en el año 1804, cuando el país no había obtenido su independencia, por lo que en el año 2004 se festejó su Bicentenario.
En 1870 se la tituló basílica menor, y el 12 de julio de 1878 fue elevada a a categoría de Catedral por el papa León XIII. En 1897 se la designa como Basílica Metropolitana, al nombrar las diócesis sufragáneas e Salto y Melo.
Se realizan allí las ceremonias importantes presididas por el Arzobispo de Montevideo. Sin embargo, existe además un párroco que desarrolla sus funciones como lo hacen los encargados del resto de las parroquias. También suelen realizarse bodas y conciertos corales en este amplio templo. Tal como se acostumbraba en el siglo XIX, reposan en ella los restos de figuras ilustres que fallecieron en la ciudad, fueran religiosos o no.

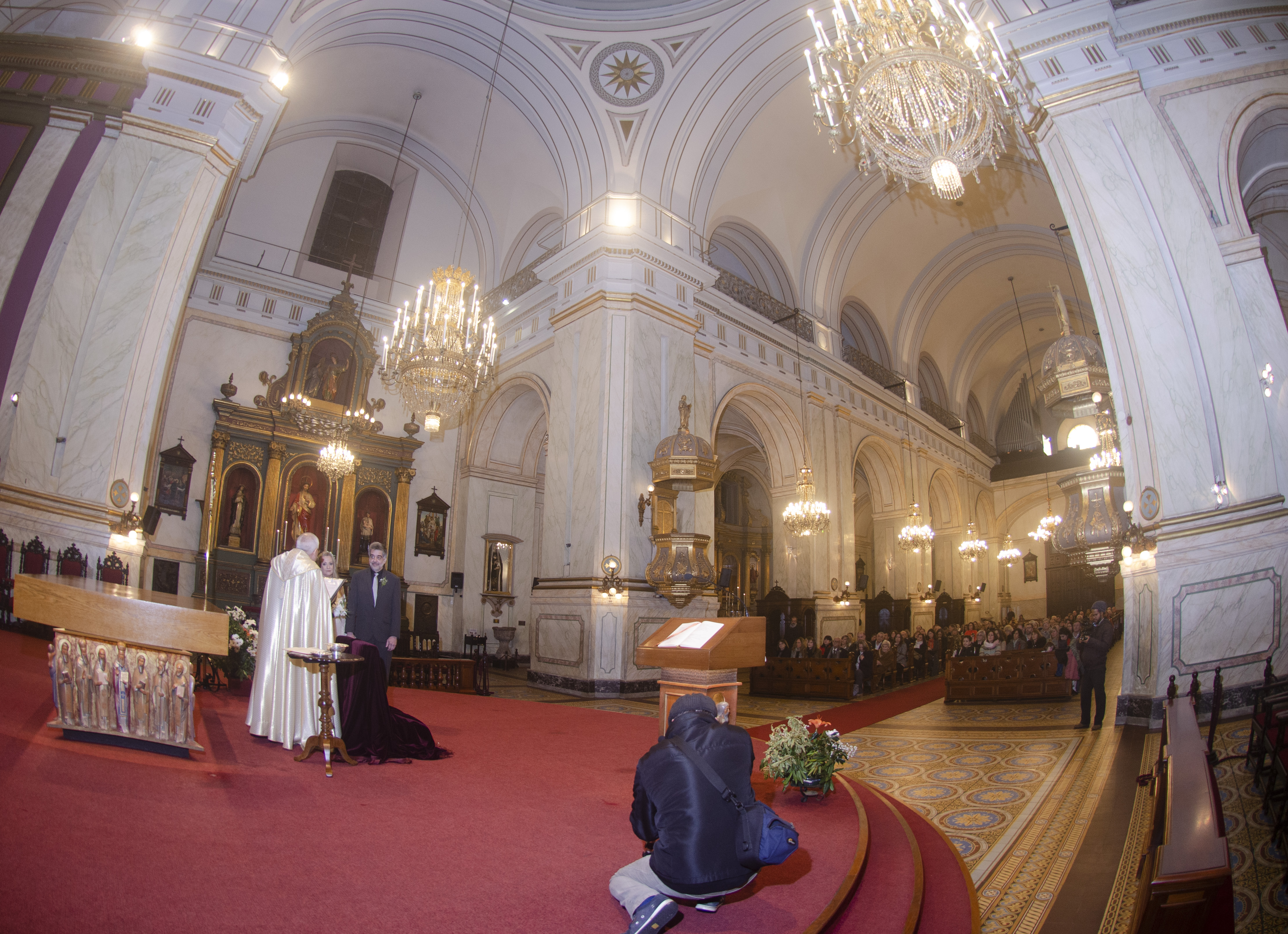
Iglesia Matriz por dentro, Montevideo

Está dedicada a la Inmaculada Concepción y a los santos patronos de Montevideo, San Felipe y Santiago.

## Sepulturas
Varias personalidades importantes están inhumadas dentro de los muros de este templo catedralicio:
- Antonio María Barbieri (1892-1979), sacerdote católico, primer Cardenal uruguayo[5]
- Venancio Flores (1808-1868), militar y político colorado, Presidente de la República[5]
- Dámaso Antonio Larrañaga (1771-1848), sacerdote católico y científico[5]
- Juan Antonio Lavalleja (1784-1853), militar, líder de los Treinta y Tres Orientales[5]
- Fructuoso Rivera (1784-1854), militar y político colorado, Presidente de la República[5]
- Mariano Soler (1846-1908), sacerdote católico, primer arzobispo de Uruguay[5]
- Joaquín Suárez (1781-1868), político colorado, Presidente de la República[5]
- Jacinto Vera (1813-1881), sacerdote católico, primer obispo de Uruguay[5]